# Закон Авогадро
Зако́н Авога́дро — однакові об'єми будь-яких газів при однаковому тиску і температурі містять однакову кількість молекул. Цей закон був відкритий італійським фізиком Амедео Авогадро в 1811 році.

## Загальний опис
Наслідок закону Авогадро: однакові кількості молекул різних газів при однаковій температурі і однаковому тиску займають однакові об'єми. Позаяк 1 моль будь-яких газів містить однакову кількість молекул — 6,02·1023, це число називають сталою Авогадро і позначають {\displaystyle N_{A}}.
Об'єм, який займає один моль будь-якого газу при нормальних умовах, називається молярним об'ємом (позначається Vm). Нормальними (скорочено н. у.) називаються такі умови, коли температура дорівнює 0 °C, а тиск 1 ат., або 760 мм рт. ст. Молярний об'єм усіх газів незалежно від їх маси однаковий і дорівнює 22,4 дм3 (22,4 л).
Наслідки закону
Із закону Авогадро випливають важливі наслідки, які використовують у хімічних дослідженнях.
- Перший наслідок: молі різних газів за однакових умов займають однакові об'єми.

За нормальних умов молярний об'єм є сталою стандартною величиною і дорівнює 22,412 л/моль. Закон Авогадро можна використовувати для визначення молярної маси будь-якого газу: де m — маса газу, M — молярна маса газу, V0 — приведений до нормальних умов об'єм газу.
- Другий наслідок: маси однакових об'ємів різних газів за однакових температури та тиску співвідносяться між собою, як їхні молярні маси:

Наслідок випливає з того, що загальна маса певного об'єму газу дорівнює добутку числа молекул N на масу молекули μ, отже m = Nμ. Маси двох різних газів, які за однакових умов займають однакові об'єми, становлять відповідно m1 = Nμ1 та m2 = Nμ2. У цих виразах згідно із законом Авогадро число молекул N однакове, тому співвідношенню мас цих газів відповідає співвідношення їхніх молекулярних мас.